# 黑腹蛇鵜
黑腹蛇鵜（学名：Anhinga melanogaster）是蛇鹈属的一种鸟类，分布于南亚和东南亚，其腹部羽毛呈黑褐色，因此得名。在印度东北部，当地人会驯养这种鸟类来捕鱼。